# 野中美加子
野中 美加子（のなか みかこ、8月3日 - ）は、日本の司会者。静岡県出身。身長154cm。

## 概要
主に、講演会の司会、スポーツ界等のインタビュアー、イベント等のレポーターであり、タレント。映像は、CMが多い。

## 人物
職業はあくまで司会者だが、クラリネットやエレクトーンを趣味としている。
中央大学出身。法律と社会との融合、産官学の融合にも関心をもつ。